# ジョーイ・テンペスト
ロルフ・マグヌス・ヨアキム・ラーション（Rolf Magnus Joakim Larsson、1963年8月19日 - ）は、スウェーデン出身のシンガーソングライター、ミュージシャン。ジョーイ・テンペスト（Joey Tempest）の名前で活動しているハードロック・バンド「ヨーロッパ」のヴォーカリスト。同バンドの大ヒット曲「The Final Countdown」など数多くの作編実績を誇り、同国を代表するロック・アーティストとして知られる。

## 来歴

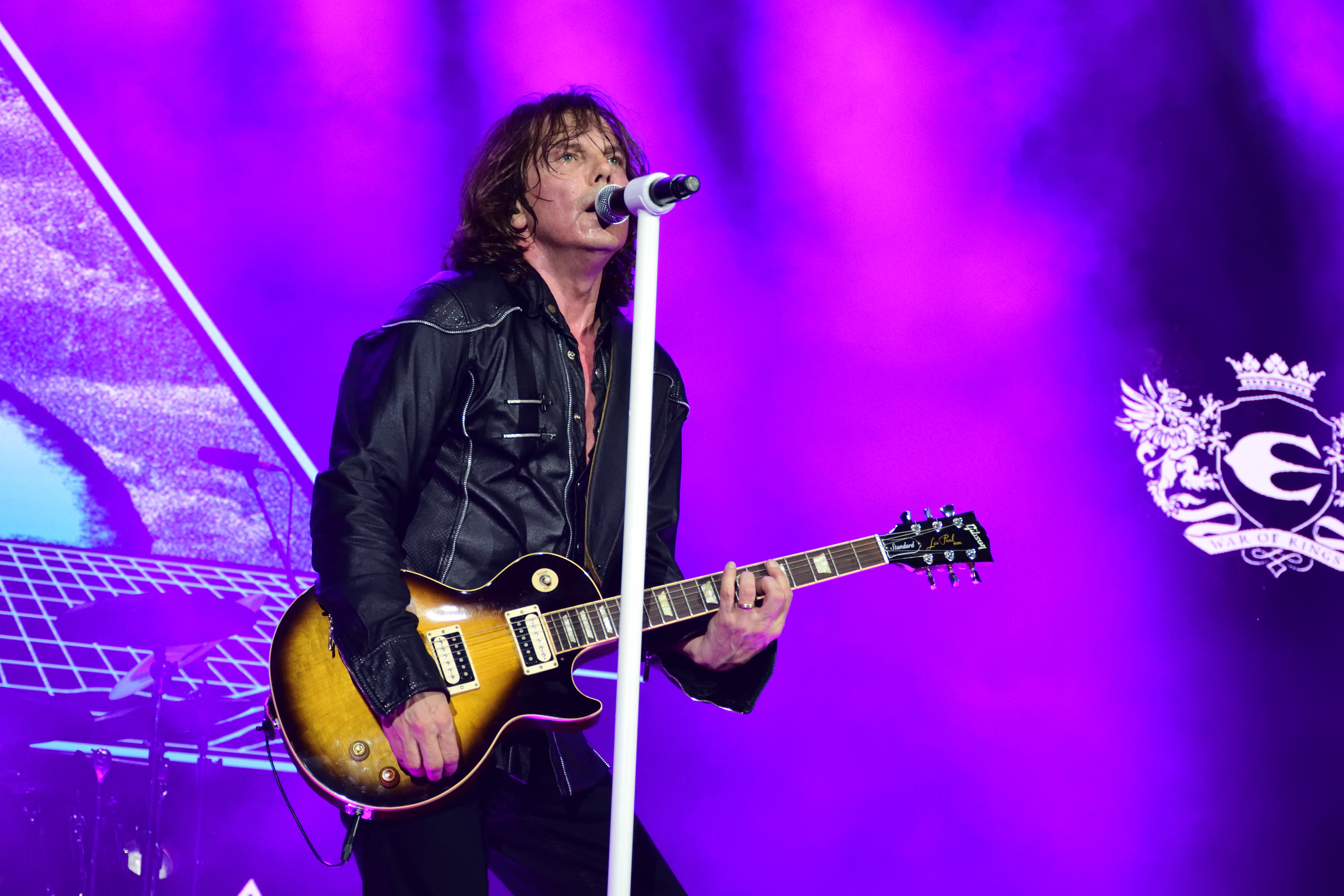
ギターを弾くジョーイ - チリ公演（2018年）

スウェーデン・ストックホルム郊外のウップランズ・ヴェスビーで育ち、若かりし頃の彼にとって「シン・リジィ」や「レッド・ツェッペリン」は彼にとって最大のアイドルであった。また10代の頃は「メイド・イン・ホンコン」や「ロクサーヌ」などといった、幾つかのバンドのメンバーとして活動をしていた。当時はリードヴォーカルに加えギターとベースを交互に担当していた。
1979年、後にヨーロッパの前身となるバンド「FORCE」を結成。同郷のジョン・ノーラム（ギター）、トニー・レノ（ドラム）、ピーター・オルソン（ベース）というラインナップだった。そして3年後、FORCEは現行の「EUROPE」に改名する。
バンドはキーボード奏者 ミック・ミカエリ加入前までは(～1984年4月)、自身がヨーロッパの初期の2枚のアルバムでキーボードを兼任した。次作の大ヒット曲「The Final Countdown」については、メインキーボード・リフをミックから借りたキーボードで作曲した。ミックとは、ジャムセッションを通じて「Carrie」などを共作している。1984年に初来日。
1985年の終わりに、スウェーデンの映画である「ON THE LOOSE」のサウンドトラックを手がけたほか、またスウェーデンの支援事業であるSWEDISH METAL AIDにも「Give A Helping Hand」という曲を提供している。この曲のプロデュースは、後にヨーロッパのメンバーとなるキー・マルセロが担当した。さらに1年後、メンバー ジョン・ノーラムの妹であるトーン・ノーラムのアルバム『One of a Kind』のプロデュースを行った。
1992年、ジョン・ノーラムのアルバム『FACE THE TRUTH』収録の"We Will Be Strong"という曲で歌った。これはジョンがヨーロッパを離れて以来初めて彼らが共演した曲である。
同年、本体のヨーロッパが活動を停止。以降、ジョーイは3つのソロアルバムをリリースした。その1stアルバムである『A Place to Call Home』では、"Right to Respect"という曲でジョン・ノーラムをゲストに迎えいれているほか、いくつかのジョーイのソロアルバムではミック・ミカエリが共同で曲作りを行っている。
2004年、ヨーロッパが『THE FINAL COUNTDOWN』当時のラインナップで再始動を果たす。以後、同グループの仕事に復帰し、ロンドンを拠点に活動している。

## ディスコグラフィ
ソロ・アルバム
- A Place to Call Home (1995年)
- Azalea Place (1997年)
- Joey Tempest (2002年)

## 補足・備考
ジョーイ・テンペストという芸名は、過去に本人がウィリアム・シェイクスピア の詩であるテンペスト（The Tempest）からとったと主張している。芸名を使用するのは北欧名は英語圏には難しいという理由があるが、ジョーイ本人の場合は、自身の本名がばれる事を嫌がっていたようだ。